# La ley de Herodes
La ley de Herodes (Nederlands: De wet van Herodes) is een Mexicaanse film uit 1999, geregisseerd door Luis Estrada. In Engelstalige landen kwam de film uit als Herod's Law. De film is een satire op de politieke corruptie van het land, en was controversieel omdat voor het eerst de in het verleden oppermachtige Institutioneel Revolutionaire Partij (PRI) uitdrukkelijk op de hak werd genomen.

## Achtergrond
Hoewel politieke corruptie een populair thema is in Mexicaanse films, was La ley de Herodes de eerste die verwees naar historische personen en gebeurtenissen, en voornamelijk de PRI, die van 1929 tot 2000 het land feitelijk als eenpartijstaat regeerde. Ook de houding van de Rooms-Katholieke Kerk en de Verenigde Staten wordt in de film bekritiseerd. Bij het uitbrengen van de film in 1999 poogde het Nationale Filmsinstituut het uitbrengen van de film te verhinderen, hetgeen uiteindelijk mislukte en leidde tot het aftreden van de voorzitter van het filminstituut. Wel slaagde president Ernesto Zedillo erin de export van de film tot het jaar 2000 tegen te houden. De gratis reclame leidde tot een toegenomen aandacht voor de film, en de film werd aldus een van de bestbezochte films van 2000.

## Plot
La ley de Herodes speelt zich af eind jaren 40, tijdens de termijn van president Miguel Alemán. In het dorpje San Pedro de Los Saguaros is de burgemeester wegens zijn corruptie en machtsmisbruik door de dorpsbewoners gelyncht. Gouverneur Sánchez gebied zijn secretaris, lic. López, een nieuwe burgemeester te vinden aangezien verkiezingstijd nadert en hij geen onrust in zijn deelstaat wil. López volgt de instructies van de gouverneur op, daar hij hoopt door de PRI genomineerd te worden voor de aanstaande gouverneursverkiezingen. Hij besluit een zo dom mogelijk partijlid aan te wijzen als burgemeester die zich niet te veel in het hoofd zal halen. Hij vindt deze in Juan Vargas, secretaris van de gemeentelijke vuilnisbelt.
Vargas accepteert het burgemeesterschap verhuist naar San Pedro de Los Saguaros. Het blijkt een armoedig, afgelegen plaatsje te zijn, waarvan het grootste deel van de inwoners bestaat uit Indianen die geen Spaans spreken. Ook blijkt dat de inwoners de afgelopen jaren vijf burgemeesters gelyncht hebben. Vargas poogt aanvankelijk zijn best te doen voorspoed en ontwikkeling te brengen in zijn gemeente, maar ontdekt al snel dat de schatkist volledig is leeggeroofd door zijn voorganger, en krijgt ook te maken met tegenwerkinge van de lokale priester en de bordeelhoudster Doña Lupe. De enige eerlijke persoon blijkt dokter Morales, die drie jaar geleden voor de oppositie kandidaat was voor het burgemeesterschap, maar wie door fraude de verkiezingen werd ontnomen.
Vargas reist naar de staatshoofdstad om López om hulp te vragen. Deze weigert hem geld te geven en geeft hem in plaats daarvan een wetboek, een revolver en het advies de 'wet van Herodes' te laten regeren, wat er min of meer op neerkomt anderen te pakken voor ze jou kunnen pakken. Vargas leert snel bij en blijkt nog verder door te slaan dan zijn voorganger

## Rolverdeling
| Acteur               | Personage       |
| -------------------- | --------------- |
| Damián Alcázar       | Juan Vargas     |
| Pedro Armendáriz Jr. | López           |
| Juan Carlos Colombo  | assistent       |
| Alex Cox             | Robert Smith    |
| Leticia Huijara      | Gloria          |
| Isela Vega           | Doña Lupe       |
| Salvador Sánchez     | Carlos Pek      |
| Manuel Ojeda         | barman          |
| Ernesto Gómez Cruz   | gouverneur      |
| Eduardo López Rojas  | Morales         |
| Delia Casanova       | Morales' vrouw  |
| Jorge Zárate         | Tiburón         |
| Luis de Icaza        | Alcalde Alfredo |

## Ontvangst

### Recensies
Op Rotten Tomatoes geeft 68% van de 25 recensenten de film een positieve recensie, met een gemiddelde score van 6,38/10. Website Metacritic komt tot een score van 64/100, gebaseerd op 11 recensies, wat staat voor "generally favorable reviews" (over het algemeen gunstige recensies)

### Prijzen en nominaties
De film won 20 prijzen en werd voor 8 andere genomineerd. Een selectie:
| Jaar | Evenement                    | Categorie                  | Genomineerde                                                           | Resultaat   |
| ---- | ---------------------------- | -------------------------- | ---------------------------------------------------------------------- | ----------- |
| 2000 | Premios Ariel (42ste editie) | Beste film                 | La ley de Herodes                                                      | Gewonnen    |
| 2000 | Premios Ariel (42ste editie) | Beste regisseur            | Luis Estrada                                                           | Gewonnen    |
| 2000 | Premios Ariel (42ste editie) | Beste acteur               | Damián Alcázar                                                         | Gewonnen    |
| 2000 | Premios Ariel (42ste editie) | Beste mannelijke bijrol    | Pedro Armendáriz Jr.                                                   | Gewonnen    |
| 2000 | Premios Ariel (42ste editie) | Beste mannelijke bijrol    | Salvador Sánchez                                                       | Genomineerd |
| 2000 | Premios Ariel (42ste editie) | Beste vrouwelijke bijrol   | Isela Vega                                                             | Gewonnen    |
| 2000 | Premios Ariel (42ste editie) | Beste acteur in kleine rol | Juan Carlos Colombo                                                    | Gewonnen    |
| 2000 | Premios Ariel (42ste editie) | Beste acteur in kleine rol | Manuel Poncelis                                                        | Genomineerd |
| 2000 | Premios Ariel (42ste editie) | Beste origineel scenario   | Luis Estrada, Jaime Sampietro, Fernando León de Aranoa, Vicente Leñero | Gewonnen    |
| 2000 | Premios Ariel (42ste editie) | Beste productiedesign      | Salvador Parra                                                         | Gewonnen    |
| 2000 | Premios Ariel (42ste editie) | Beste montage              | Luis Estrada                                                           | Genomineerd |
| 2000 | Premios Ariel (42ste editie) | Beste kostuums             | María Estela Fernández                                                 | Gewonnen    |
| 2000 | Premios Ariel (42ste editie) | Beste make-up              | Alfredo Mora, Felipe Salazar                                           | Gewonnen    |
| 2000 | Premios Ariel (42ste editie) | Beste muziek               | Santiago Ojeda                                                         | Genomineerd |